# Nepenthes alisaputrana
Nepenthes alisaputrana är en tvåhjärtbladig växtart som beskrevs av J.H. Adam och Wilcock. Nepenthes alisaputrana ingår i släktet Nepenthes och familjen Nepenthaceae. Inga underarter finns listade i Catalogue of Life.

## Bildgalleri

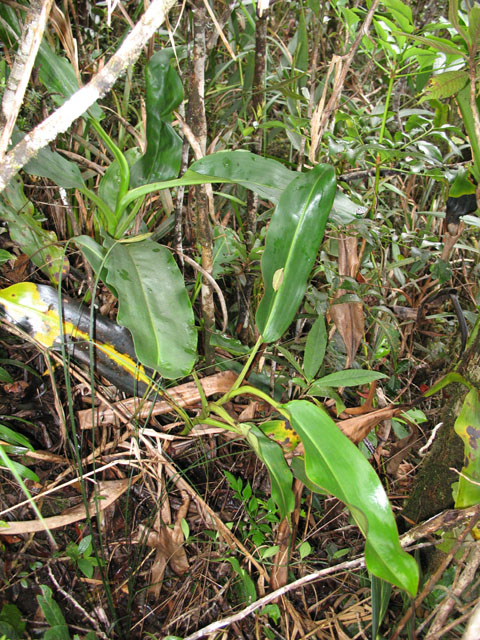
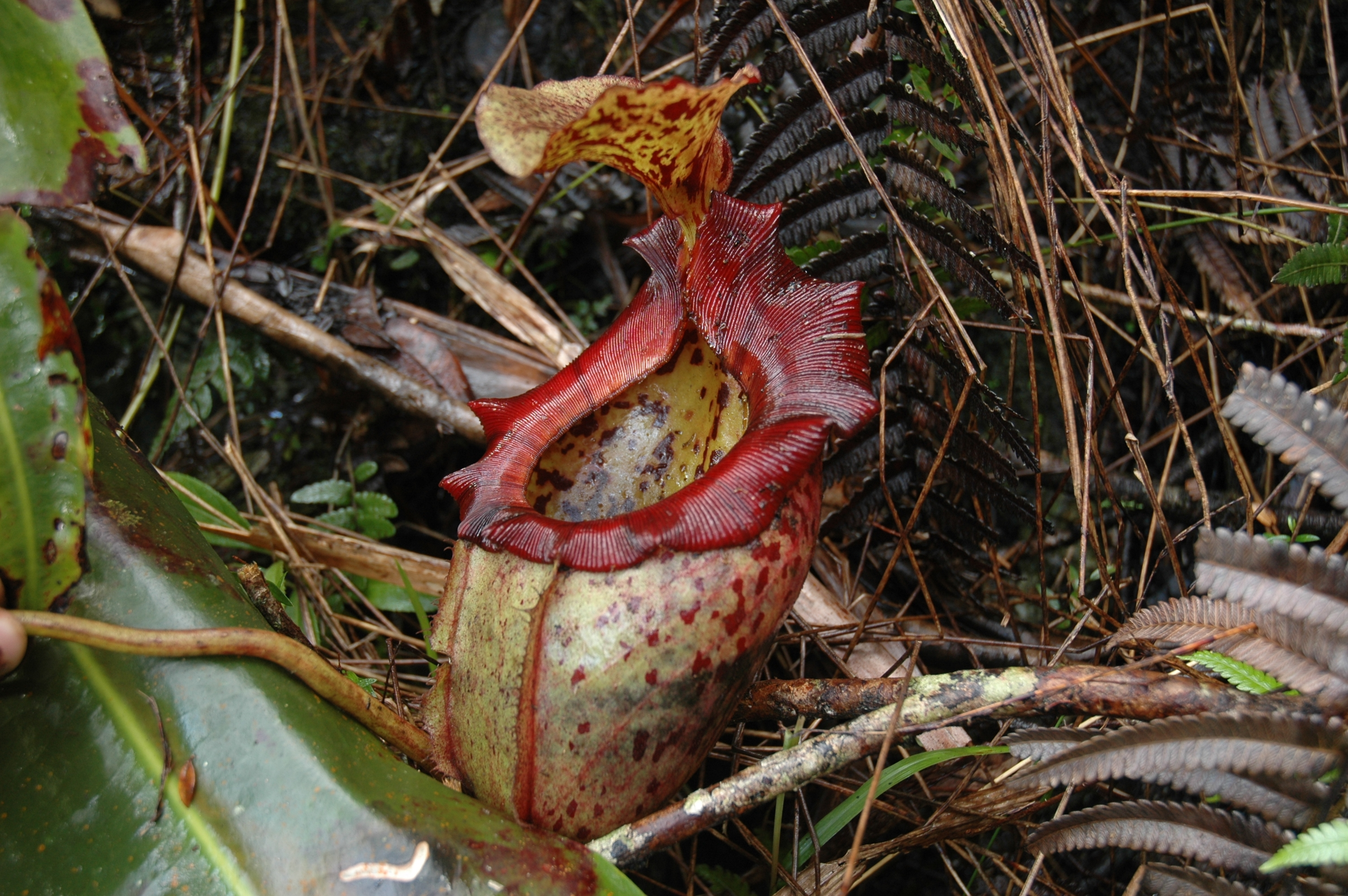
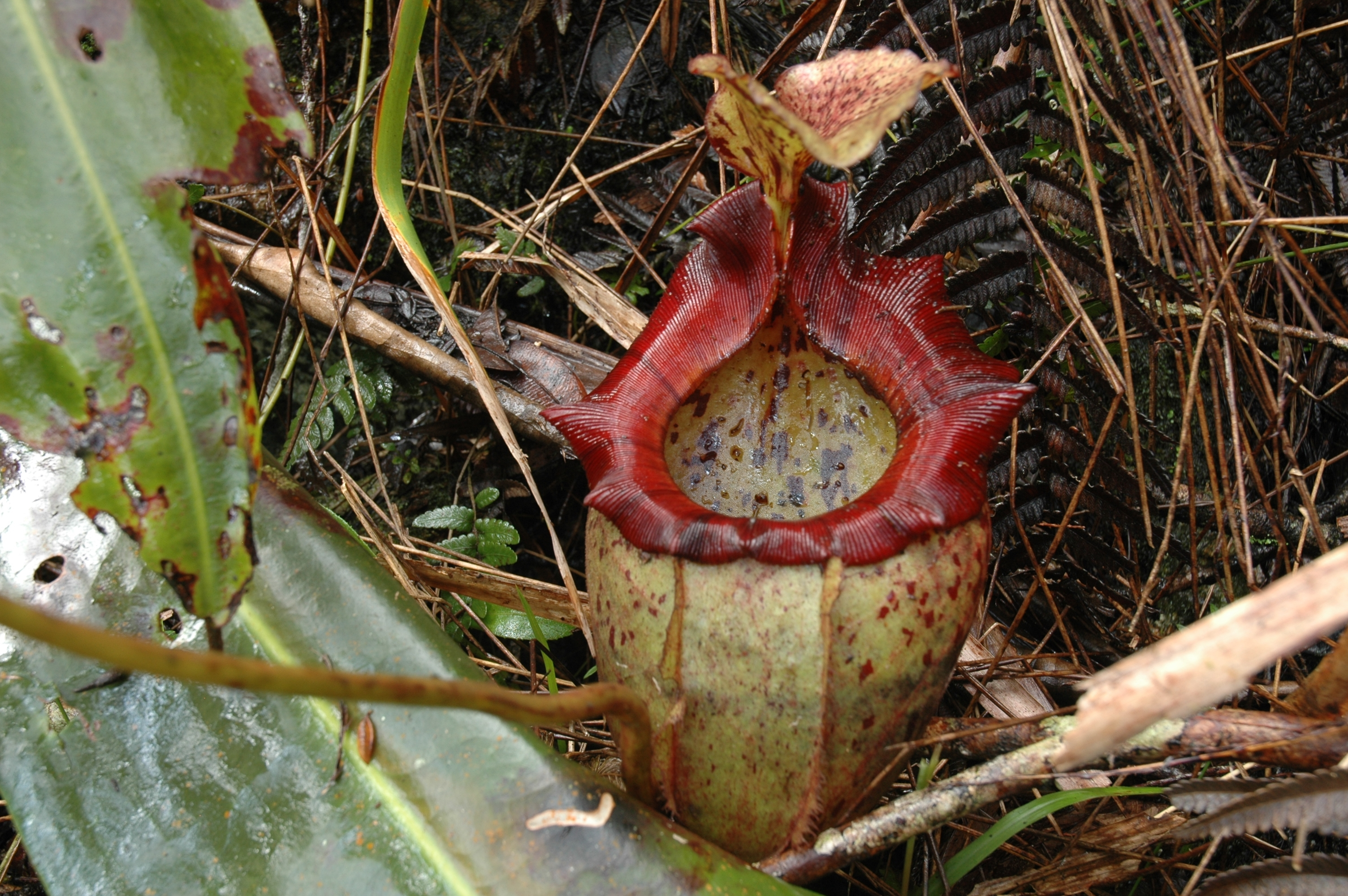
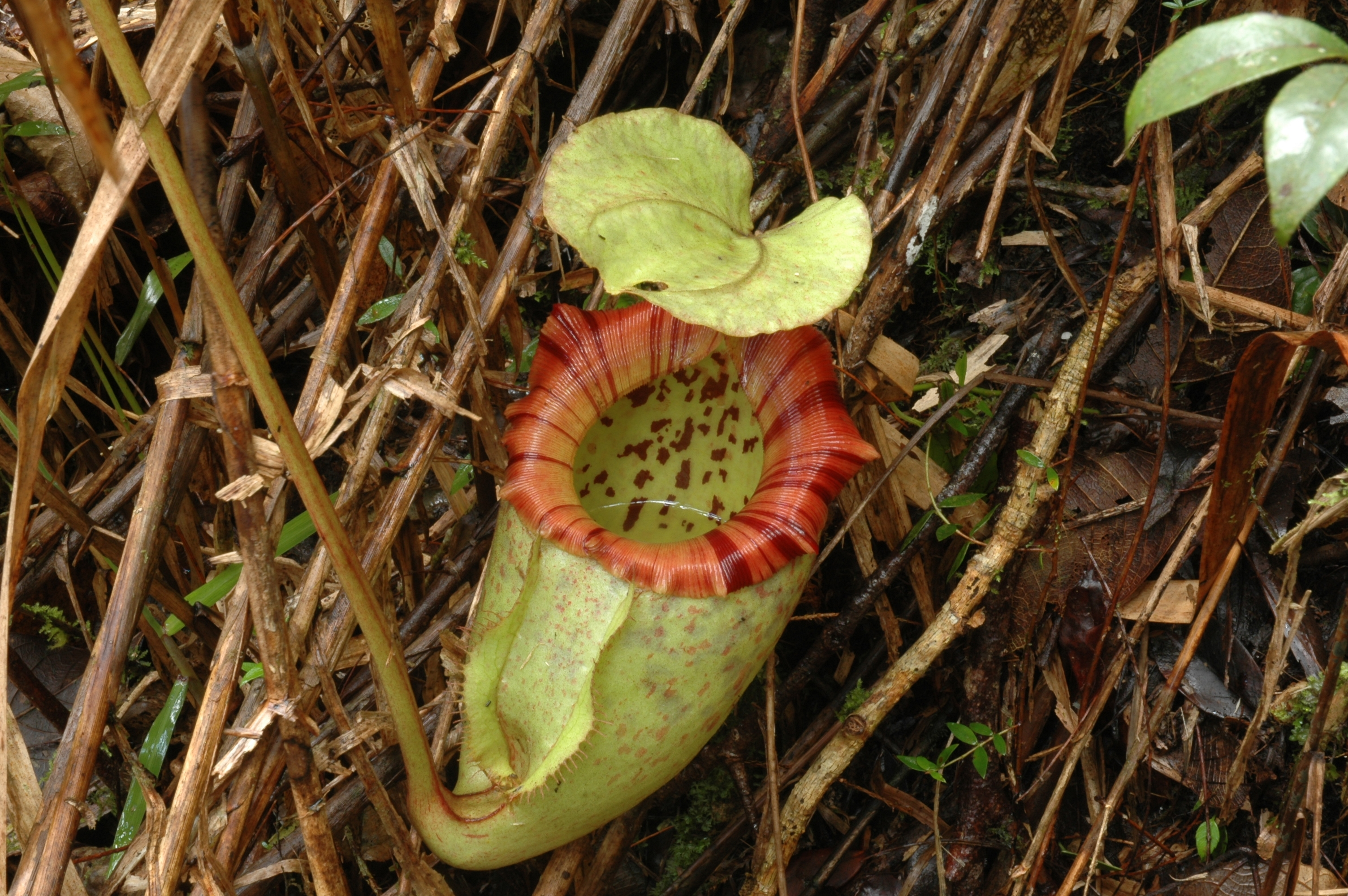
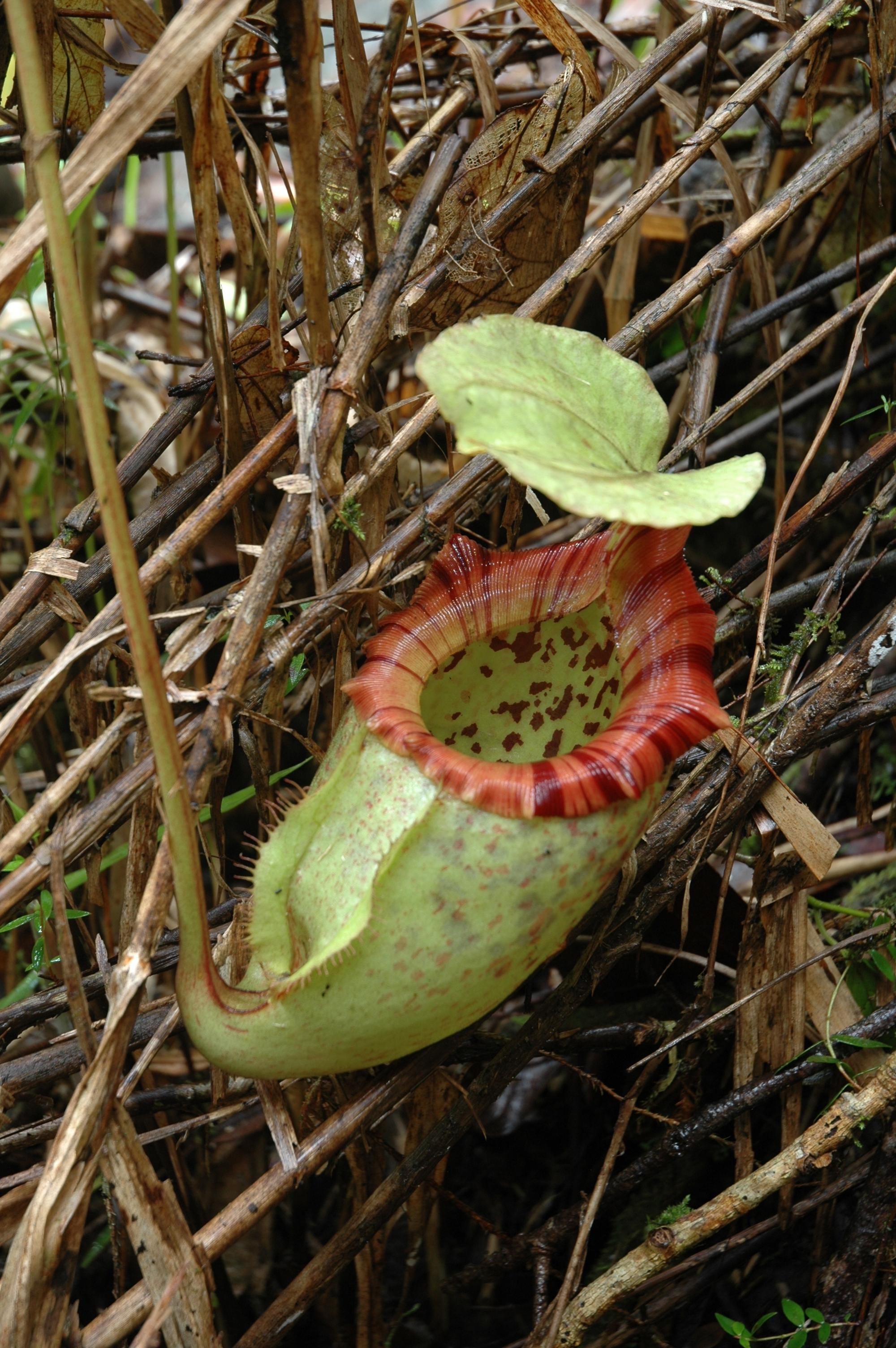
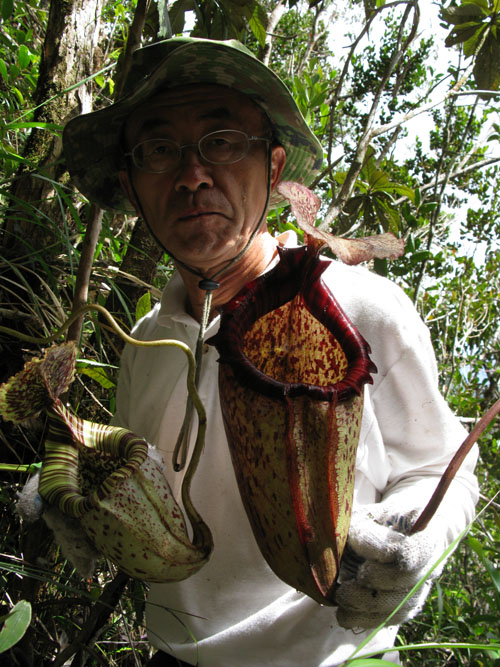